# 踏切時間
『踏切時間』（ふみきりじかん）は、里好による日本の漫画作品。『月刊アクション』（双葉社）にて、2016年7月号から2021年11月号まで連載された。
踏切待ちで足止めされる者たちの日常を描いたオムニバス形式のショートストーリー。

## 登場人物
声の項はテレビアニメ版の声優
アイ
声 - 千本木彩花
主に「二人の青春」シリーズに登場。平凡な日々に焦りを感じている。
トモ
声 - 小倉唯
主に「二人の青春」シリーズに登場。先輩のアイに恋愛感情を抱いている。
真島さん
声 - 駒形友梨
主に「真島さんはエロい」シリーズに登場。ナイスバティで男子の憧れの対象。ギャル風の見た目によらず気さくな性格をしている。
田西
声 - 松永一輝
主に「真島さんはエロい」シリーズに登場。坊主頭で小柄。毎朝、踏切で真島さんの姿を眺めて興奮している。
まゆ
主に「お化け踏切」シリーズに登場。
ショートの女の子
主に「お化け踏切」シリーズに登場。
謎っぽい女の子
主に「お化け踏切」シリーズに登場。
黒部
声 - 本多真梨子
主に「先生といっしょ」シリーズに登場。
先生
声 - 間宮康弘
主に「先生といっしょ」シリーズに登場。
桂 詩子
声 - 綾瀬有
主に「踏切のポエト」シリーズに登場。
梓
主に「16:9の四角の中の」シリーズに登場。
監督/部長
主に「16:9の四角の中の」シリーズに登場。
駒場 みさき
声 - 木下鈴奈
主に「SNS兄妹」シリーズに登場。
駒場 たかし
声 - 市来光弘
主に「SNS兄妹」シリーズに登場。
アケミ
声 - 荒浪和沙
主に「私とおじさん」シリーズに登場。
はっさくおじさん
声 - 若本規夫
主に「私とおじさん」シリーズに登場。
重耳おじさん
主に「私とおじさん」シリーズに登場。
福留
声 - 春綺なずな
主に「ゴス受難」シリーズに登場。
斉藤
声 - 畠中祐
主に「ゴス受難」シリーズに登場。
雪子さん(仮)
声 - 田村ゆかり
主に「都電こころ状」シリーズに登場。
雪子さん(仮)の娘
声 - 田村ゆかり
主に「都電こころ状」シリーズに登場。
斉木
声 - 成田剣
主に「都電こころ状」シリーズに登場。
世界、たかみち
主に「世界の世界」シリーズに登場。
高崎 小太郎、木山琢磨、藤田麗佳、富永聖司
主に「俺の後輩は可愛すぎないか」シリーズに登場。
香花、山田
主に「雨の踏切にて」シリーズに登場。
麗亜、美樹
主に「父と娘ともう一人」シリーズに登場。
サトル

タエコ

## 書誌情報
- 里好 『踏切時間』 双葉社〈アクションコミックス〉、全8巻
  1. 2016年12月12日発売[4]、ISBN 978-4-575-84896-0
  2. 2017年5月12日発売[5]、ISBN 978-4-575-84972-1
  3. 2018年3月12日発売[6]、ISBN 978-4-575-85123-6
  4. 2018年6月12日発売[7]、ISBN 978-4-575-85168-7
  5. 2019年3月12日発売[8]、ISBN 978-4-575-85279-0
  6. 2019年12月12日発売[9]、ISBN 978-4-575-85392-6
  7. 2020年9月12日発売[10]、ISBN 978-4-575-85488-6
  8. 2021年12月9日発売[11]、ISBN 978-4-575-85665-1

## テレビアニメ
2018年4月から6月までTOKYO MXほかにて、5分枠の短編アニメとして放送された。全12話。

### スタッフ
- 原作 - 里好
- 監督 - 鈴木吉男
- シリーズ構成・脚本 - 千葉美鈴
- キャラクターデザイン - 篁馨
- 美術監督 - 川嶋みゆき
- 色彩設計 - 永野綾香
- 撮影監督 - 大島慧治
- 編集 - 柳圭介
- 音楽 - 宝野聡史、山﨑響、谷ナオキ
- 音楽制作 - アップドリーム
- 音楽プロデューサー - 山田公平
- 音響監督 - 阿部信行
- プロデューサー - 箕浦克史、柱山泰佐、森田剛、伊藤大河、荒木洋之、明尾浩史、吉田裕二、石橋稚佳、作野賢一郎、佐藤俊亮、小沼利行（第2話 - ）、国岡奈緒子
- アニメーションプロデューサー - 田浦大樹
- 協力 - 共栄大学伊藤研究室
- アニメーション制作 - EKACHI EPILKA
- 製作著作 - 「踏切時間」製作委員会

### 主題歌
「トマレのススメ」
駒形友梨による楽曲。作詞は坂井竜二、作曲・編曲は矢野達也。

### 各話リスト
| 話数   | サブタイトル         | 絵コンテ | 演出       | 作画監督 |
| ------ | -------------------- | -------- | ---------- | -------- |
| 第1話  | 二人の青春           | 鈴木吉男 | 鈴木吉男   | 篁馨     |
| 第2話  | 真島さんはエロい     | 島津裕行 | 鈴木吉男   | 篁馨     |
| 第3話  | 先生といっしょ       | 島津裕行 | 鈴木吉男   | 篁馨     |
| 第4話  | SNS兄妹              | 島津裕行 | 鈴木吉男   | 篁馨     |
| 第5話  | ゴス受難             | 島津裕行 | 鈴木吉男   | 柳瀬譲二 |
| 第6話  | 私とはっさくおじさん | 島津裕行 | ウヱノ史博 | 柳瀬譲二 |
| 第7話  | 踏切のポエト         | 島津裕行 | ウヱノ史博 | 柳瀬譲二 |
| 第8話  | SNS兄妹(2)           | 島津裕行 | ウヱノ史博 | 柳瀬譲二 |
| 第9話  | 都電こころ状 前編    | 島津裕行 | ウヱノ史博 | 柳瀬譲二 |
| 第10話 | 都電こころ状 後編    | 島津裕行 | ウヱノ史博 | 柳瀬譲二 |
| 第11話 | 真島さんはエロい(2)  | 島津裕行 | ウヱノ史博 | 柳瀬譲二 |
| 第12話 | 二人の青春(2)        | 鈴木吉男 | ウヱノ史博 | 柳瀬譲二 |

### 放送局
| 放送期間                | 放送時間                     | 放送局   | 対象地域 | 備考                      |
| ----------------------- | ---------------------------- | -------- | -------- | ------------------------- |
| 2018年4月10日 - 6月26日 | 火曜 1:15 - 1:20（月曜深夜） | TOKYO MX | 東京都   |                           |
| 2018年4月13日 - 6月29日 | 金曜 22:50 - 22:55           | AT-X     | 日本全域 | CS放送 / リピート放送あり |

| 配信開始日    | 配信時間                   | 配信サイト                                                                  | 備考                   |
| ------------- | -------------------------- | --------------------------------------------------------------------------- | ---------------------- |
| 2018年4月10日 | 火曜 1:15 更新（月曜深夜） | Amazonビデオ Rakuten TV ゲオTV ニコニコチャンネル ビデオマーケット ひかりTV | 1話以降、4話ごとに配信 |
| 2018年4月11日 | 水曜 更新                  | J:COMオンデマンド ビデオパス みるプラス                                     | 1話以降、4話ごとに配信 |
| 2018年4月13日 | 金曜 更新                  | HAPPY!動画                                                                  | 1話以降、4話ごとに配信 |

### Blu-ray
| 発売日        | 収録話         | 規格品番 |
| ------------- | -------------- | -------- |
| 2018年8月24日 | 第1話 - 第12話 | SMIB-025 |